# Apicia valdiviana
Apicia valdiviana är en fjärilsart som beskrevs av Butler 1882. Apicia valdiviana ingår i släktet Apicia och familjen mätare. Inga underarter finns listade i Catalogue of Life.